# 耶洛德特 (喬治亞州)
耶洛德特（英語：Yellowdirt）是位於美國喬治亞州赫德縣的一個非建制地區。該地的面積和人口皆未知。

## 地理
耶洛德特的座標為33°24′50″N 85°02′27″W / 33.41389°N 85.04083°W，而該地的平均海拔高度為235米（即771英尺）。